# (15729) Yumikoitahana
(15729) Yumikoitahana (1990 UB) – planetoida z grupy pasa głównego asteroid okrążająca Słońce w ciągu 3,46 lat w średniej odległości 2,29 j.a. Odkryta 16 października 1990 roku.